# Општина Драганешти (Бихор)
Драганешти (рум. Drăgăneşti) општина је у Румунији у округу Бихор.
Oпштина се налази на надморској висини од 209 m.